# 危机事故处理
关键事件技术（英文：Critical incident technique，縮寫CIT）是一套程序用于职业分析。优点在于与职业相关性高，记录便于收集（因为是直接观察）。缺点在于报告不全面，不能推广到普遍。